# حي شبام الجديدة (حضرموت)
حي شبام الجديدة هو أحد أحياء مديرية شبام في محافظة حضرموت اليمنية. يبلغ تعداد سكانه 1278 نسمة حسب التعداد السكاني في اليمن لعام 2004.